# Anomalia d'Ebstein
L'anomalia d'Ebstein és un defecte cardíac congènit crític en el qual les fulles septals i posterior de la vàlvula tricúspide estan desplaçades cap a l'àpex del ventricle dret del cor. Representa menys de l'1% de tots els defectes cardíacs congènits que es presenten en aproximadament 1 per cada 200.000 nascuts vius. L'anomalia d'Ebstein és la lesió cardíaca congènita més freqüentment associada a la taquicàrdia supraventricular.